# Solteira e Boa Rapariga
Solteira e Boa Rapariga é uma série de televisão portuguesa exibida pela RTP1 e produzida pela Ukbar Filmes. Foi produzida em 2018 e exibida durante o verão de 2019 em horário nobre, logo a seguir ao "Telejornal" e precedendo o concurso "Joker".

## Sinopse
A série retrata a vida de Carla, que está à procura do seu par ideal. Assim, em cada episódio, é retratado um candidato a homem perfeito para Carla, que mesmo aos 40 anos, não desiste de procurar o amor.

## Elenco

### Elenco Principal
- Lúcia Moniz como Carla
- Helena Isabel como Isabel
- Carlos Oliveira como Jaime
- Rita Loureiro como Drª. Dalila
- Rodrigo Santoro como David

### Elenco Secundário
- José Pimentão como Nuno
- Bruno Xavier como Homem da TV
- Nuno Pardal como Bernardo
- Gonçalo de Morais como Amigo do Joca na Festa
- Pedro Lamares como Salvador
- Nelson Cabral como Joca
- Ana Bola como Salete
- Eurico Lopes como Vítor
- Ricardo Barbosa como Dr. Henrique
- José Pedro Vasconcelos como Hélder
- Pedro Pernas como Zé Maria
- Graciano Dias como João
- André Nunes como Júlio
- Oceana Basílio como Cuca
- Vicente Alves do Ó como Manel
- Hugo Cesário como Barman
- Miguel Damião como Carlos
- Guilherme Filipe como Padre
- Marina Albuquerque como Lisabeta
- Jorge Corrula como Fábio
- Hugo Mestre Amaro como Vasco
- Pedro Diogo como Frederico
- Pedro Giestas como Carlos
- Almeno Gonçalves como Caetano
- Pedro Lacerda como Ricardo
- Philippe Leroux como Tito
- Rui Melo como António
- José Neves como Augusto
- João Tempera como Rui
- João Vicente como Miguel
- Maria Emília Correia como Arlete
- Romeu Costa como Igor
- Rafael Gomes como Tomé
- Rita Salema como Didi
- Ricardo Teixeira como Vizinho
- Maria Eduarda Laranjeiro como Ritinha
- Miguel Loureiro como Santo António
- Alexandra Pato como Mulher Ao Telefone
- Inês Patrício como Empregada Restaurante
- Jaime Baeta como Empregado Restaurante
- Abdul Razac Seco como Kalu
- Lee Fuzeta como Martim
- Hugo van der Ding como Max

## Episódios
| N.º | Título               | Exibição original     | Audiência (espectadores) | Audiência (share) |
| --- | -------------------- | --------------------- | ------------------------ | ----------------- |
| 1   | "Carla"              | 29 de julho de 2019   | 541 500                  | 11,6%             |
| 2   | "Zé Maria"           | 30 de julho de 2019   | 541 500                  | 12,4%             |
| 3   | "Fábio"              | 31 de julho de 2019   | 427 500                  | 10,1%             |
| 4   | "Júlio"              | 1 de agosto de 2019   | 475 000                  | 11,3%             |
| 5   | "Salvador"           | 2 de agosto de 2019   | 389 500                  | 10,0%             |
| 6   | "Ricardo"            | 5 de agosto de 2019   | 465 500                  | 10,6%             |
| 7   | "Miguel"             | 6 de agosto de 2019   | 475 000                  | 10,8%             |
| 8   | "Augusto"            | 7 de agosto de 2019   | 522 500                  | 11,9%             |
| 9   | "Hélder"             | 8 de agosto de 2019   | 608 000*                 | 13,2%             |
| 10  | "Caetano"            | 9 de agosto de 2019   | 541 500                  | 12,7%             |
| 11  | "Frederico"          | 12 de agosto de 2019  | 551 000                  | 11,7%             |
| 12  | "Rui"                | 13 de agosto de 2019  | 380 000                  | 8,3%              |
| 13  | "Pedro/Nuno"         | 14 de agosto de 2019  | 437 000                  | 10,5%             |
| 14  | "João"               | 15 de agosto de 2019  | 370 500                  | 9,1%              |
| 15  | "João (continuação)" | 16 de agosto de 2019  | 427 500                  | 10,7%             |
| 16  | "Igor"               | 19 de agosto de 2019  | 513 000                  | 11,8%             |
| 17  | "Max"                | 20 de agosto de 2019  | 484 500                  | 10,6%             |
| 18  | "Alberto"            | 21 de agosto de 2019  | 399 000                  | 9,6%              |
| 19  | "Vítor"              | 22 de agosto de 2019  | 494 000                  | 11,5%             |
| 20  | "António"            | 23 de agosto de 2019  | 541 500                  | 13,6%             |
| 21  | "Tito"               | 26 de agosto de 2019  | 503 500                  | 10,8%             |
| 22  | "Vasco"              | 27 de agosto de 2019  | 475 000                  | 10,3%             |
| 23  | "Lourenço"           | 28 de agosto de 2019  | 541 500                  | 11,8%             |
| 24  | "Bernardo"           | 29 de agosto de 2019  | 437 000                  | 9,9%              |
| 25  | "Carlos"             | 30 de agosto de 2019  | 361 000**                | 8,7%              |
| 26  | "David"              | 2 de setembro de 2019 | 522 500                  | 11,8%             |

*Episódio mais visto.
**Episódio menos visto.